# Katadyn
 (août 2019).
Si vous disposez d'ouvrages ou d'articles de référence ou si vous connaissez des sites web de qualité traitant du thème abordé ici, merci de compléter l'article en donnant les références utiles à sa vérifiabilité et en les liant à la section « Notes et références ».
 (août 2019).
Katadyn est une entreprise suisse basée à Kemptthal et fabriquant des filtres à eau et des produits pour les activités de plein air, les randonnées, les expéditions et les secours en cas de catastrophe. 

Coupe d'un Katadyn de poche

## Eau potable industrielle et municipale
Avec le rachat des sociétés Keller 1975 et Aquafides 2009, Katadyn élargit son offre en traitement de l’eau potable industrielle. Keller a apporté le premier savoir-faire du traitement de l'eau potable par irradiation UV, Aquafides l'était jusqu'à l'acquisition d'un concurrent direct. Aujourd'hui, le secteur du traitement de l'eau potable municipale et industrielle est regroupé sous Aquafides et la gamme de produits Aquafides a été élargie pour inclure de grands filtres à eau stationnaires Katadyn.